# 九皇大帝

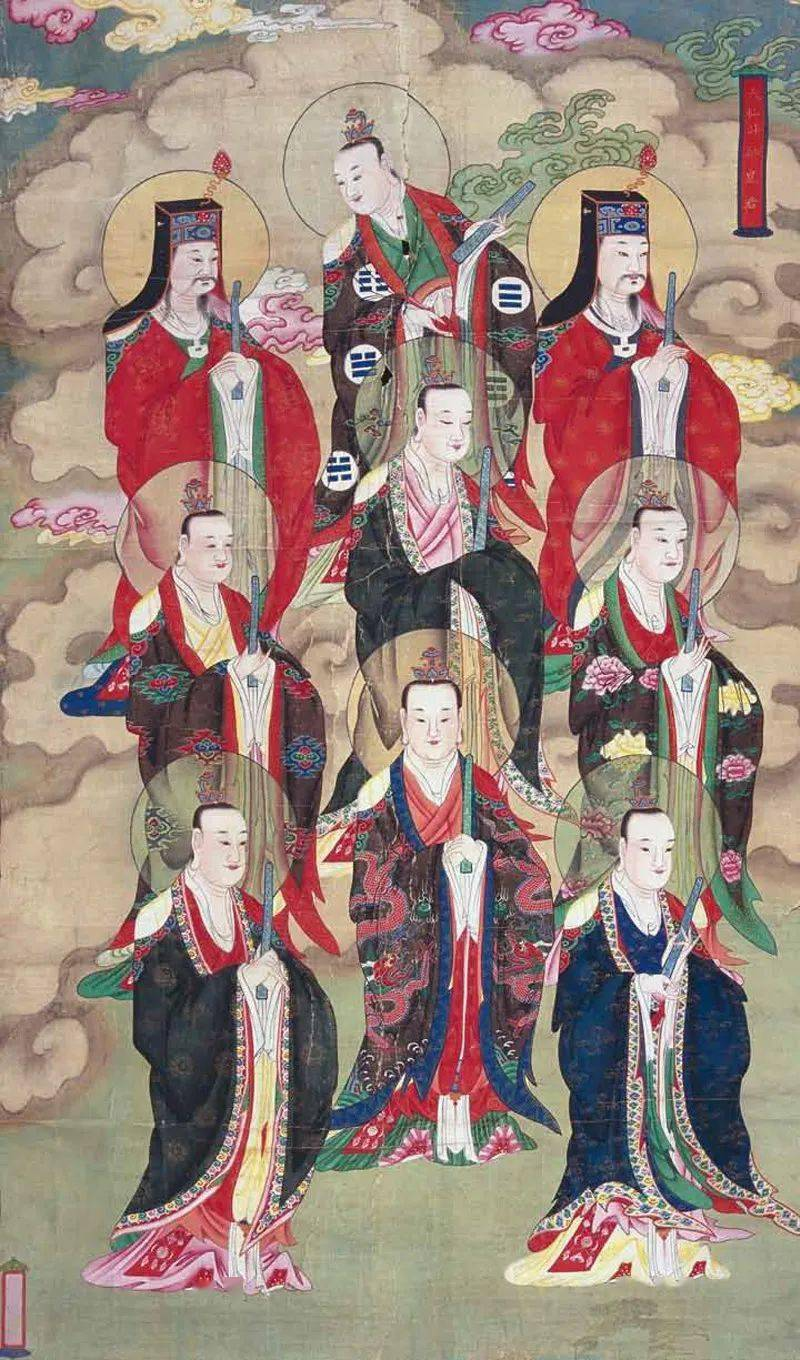
北斗九皇星君（北京市白云观藏）

九皇大帝又稱九皇星君、九皇爺、九王爺、九皇，是道教和民間傳說的星神，道教中認為九皇大帝為斗姥元君之九個兒子。一說為北斗七星（貪狼、巨門、祿存、文曲、廉貞、武曲、破軍）加上天皇大帝、紫微大帝九位。最常見為北斗七星君加左輔、右弼二星君合稱。後傳入海外民間後有不同版本的訛傳，盛行於馬來西亞、新加坡、泰國、台灣等地方。
九皇大帝分別為：
- 北斗第一陽明貪狼太星君。
- 北斗第二陰精巨門元星君。
- 北斗第三真人祿存貞星君。
- 北斗第四玄冥文曲紐星君。
- 北斗第五丹元廉真罡星君。
- 北斗第六北極武曲紀星君。
- 北斗第七天關破軍關星君。
- 北斗第八洞明外輔星君。
- 北斗第九隱光內弼星君。

## 九皇大帝由來

### 北斗七星＋左輔星＋右弼星
《北斗九皇隱諱經》、《雲笈七籤》、《太上飛行九晨玉經》中詳細記載北斗九星之星名及職責，皆以北斗七星及輔、弼二星。
《雲笈七籤·卷二十四·日月星辰部二》 （页面存档备份，存于）云：「北斗九星七見二隱，其第八、第九是帝皇太尊精神也。漢相國霍光家有典衣奴子，名還車，忽見二星在斗中，光明非常，乃拜而還，遂得增年六百。內輔一星在北斗第三星，不可得見，見之長生，成神聖也。外輔一星在北斗第六星下，相去一寸許，若驚恐厭魅，起視之吉。」

### 北斗七星＋天皇大帝＋紫微大帝
《玉清無上靈寶自然北斗本生真經》云：「在昔龍漢，有一國王，其名周御，聖德無邊，時人稟受八萬四千大劫，王有玉妃，明哲慈慧，號曰紫光夫人，誓塵劫中，已發至願，願生聖子，輔佐乾坤，以裨造化。後三千劫，於此王出世，因上春日，百花榮茂之時，遊戲後苑，至金蓮花溫玉池邊，脫服澡盥，忽有所感，蓮花九包，應時開發，化生九子，其二長子，是為天皇大帝，紫微大帝，其七幼子，是為貪狼、巨門、祿存、文曲、廉貞、武曲、破軍之星，或善或惡，化導群情，於玉池中，經於七日七夜，結為光明，飛居中極，去地九千萬里，化為九大寶宮，二長帝君居紫微垣太虛宮中，勾陳之位，掌握符圖，紀綱元化，為眾星之主領也。」

### 五斗星與四御神說
五斗星之說出自《正統道藏》洞神部本文類中太上老君對張道陵天師所授之法，其中以中斗為樞紐，在以五方（東西南北）各分別管轄七星宿合為二十八星宿。在洞真部本文類《元始天尊說十一曜大消災神呪經》亦有詳細記載。
而「四御」為道教天界尊神中輔佐「玉皇」的四位尊神，所以又稱「四輔」。即勾陳上宮天皇大帝、北極紫微大帝、南極長生大帝、承天效法厚德光大后土皇地祇。
「四極」則為「東極」青玄九暘上帝太乙救苦天尊、「南極」長生大帝、「西極」勾陳上宮天皇大帝、「北極」紫微大帝。

### 古帝王說
有些說法把三皇五帝加上盤古，眾說紛紜，或者有人說是盤古、有巢氏、燧人氏、伏羲氏、神農氏、軒轅氏、顓頊、高辛、少昊等。

## 九皇大帝職責
根據《雲笈七籤·卷二十四·日月星辰部二》 （页面存档备份，存于）記載：
| 北斗第一陽明貪狼太星君 | 第一陽明星，天之太尉，司正主非。上總九天之真，中監五岳飛仙，下領後學真人，天地神靈，功過輕重。圍九百二十里，有青城玉樓，據斗真人號九晨君，姓上靈，諱搖天捶。冠九晨玉冠，衣青羽飛裳，執《斗玄圖》，坐玉樓中。知內諱者，玉晨下映，飛行太空。 |
| 北斗第一陽明貪狼太星君 | 兆若訴彼之非，明此之是，過他之惡，申己之善，自責而不怨人，通理而各祈祐，除罪延福，告請天之太尉第一玉皇君。 |
| 北斗第二陰精巨門元星君 | 第二陰精星，天之上宰，主祿位。上總天宿，下領萬靈及學仙之人。圍五百五十五里，有五色玉樓。攀魁真人號北上晨君，姓育嬰，諱激明光。冠玄精玉冠，衣玄羽飛裳，執五色羽節。                                                                         |
| 北斗第二陰精巨門元星君 | 兆若陰陽學官，干祿求位，告請天之上宰第二玉皇君。 |
| 北斗第三真人祿存貞星君 | 第三真人星，天之司空，主神仙。上總九天高真，中監五岳靈仙，下領學道之人。圍七百七十里，有黃臺玉樓。真人號主仙華神君，姓歸垪，諱度眾，冠飛晨寶冠，衣青羽飛裳，執斗中青錄。                                                                  |
| 北斗第三真人祿存貞星君 | 兆若學道期仙，通神達聖，告請天之司空第三玉皇君。 |
| 北斗第四玄冥文曲紐星君 | 第四玄冥星，天之游擊，主伐逆。上總九天鬼神，中領北帝三官，下監萬兆。圍八百里，有硃臺玉樓。步鬥真人號玄上飛蓋晨君，姓冥樞，諱搖天柱。冠二華寶晨冠，衣丹錦飛裳，執九靈之節。                                                                 |
| 北斗第四玄冥文曲紐星君 | 兆若制服鬼神，惡逆誅伐，幽顯兇邪，告請天之游擊第四玉皇君。 |
| 北斗第五丹元廉貞罡星君 | 第五丹元星，天之北斗君，主命籙籍。上總九天諸籙，中統鬼神簿目，下領學真兆民命籍。諸天諸地，莫不總統。圍七百二十里，有素臺金樓。躡紀真人號金魁七晨君，姓上開，諱變五道。冠七寶飛天冠，衣白錦飛裳，執青元籍。                                 |
| 北斗第五丹元廉貞罡星君 | 兆若立功建德，益算延年，告請天之斗君第五玉皇君。 |
| 北斗第六北極武曲紀星君 | 第六北極星，天之太常，主升進。上總九天上真，中統五岳飛仙，下領學者階級。圍七百七十里，有玄臺玉樓。步剛真人號北晨飛華君，姓明靈，諱昌上元。冠飛精華冠，衣紫錦飛裳，執九斗玉策。                                                             |
| 北斗第六北極武曲紀星君 | 兆若屈滯疾厄，乞申希免，告請天之太常第六玉皇君。 |
| 北斗第七天關破軍關星君 | 第七天關星，天之上帝，主天地機運，四時長短，否泰劫會。圍九百里，有九層玉樓。乘龍真人號總靈九元北蓋晨君，姓玄樞，諱開天徒。冠九元寶冠，衣九色錦裳，執暉神之印。                                                                             |
| 北斗第七天關破軍關星君 | 兆若天地否激，炁候不調，告請天之上帝第七玉皇君。 |
| 北斗第八洞明外輔星君   | 第八輔星，天尊玉帝之星，曰常陽也。主飛仙。上總九天，下領九地，五岳四瀆神仙之官。圍九百九十里，有紫炁玉樓。游行三界真人號帝尊九晨君，姓精常，諱空上開正延。冠飛精玉冠，衣九色鳳衣，執火鈴。                                                 |
| 北斗第八洞明外輔星君   | 兆若禳卻眾災，飛上履下，告請天之尊玉帝第八玉皇君。 |
| 北斗第九隱光內弼星君   | 第九弼星，太帝真人星，曰空隱也。主變化無方。圍九百九十里，有玉樓紫館。徘徊三陽真人號帝真元星君，姓幽空，諱冥陽暉幽寥。冠飛天玉冠，衣九天龍衣，執帝章。                                                                                     |
| 北斗第九隱光內弼星君   | 兆若變化無方，應救一切，告請天之太帝第九玉皇君。 |

## 道教經典

### 《雲笈七籤·卷二十四·日月星辰部二》
「北斗九星七見二隱，其第八、第九是帝皇太尊精神也。漢相國霍光家有典衣奴子，名還車，忽見二星在斗中，光明非常，乃拜而還，遂得增年六百。內輔一星在北斗第三星，不可得見，見之長生，成神聖也。外輔一星在北斗第六星下，相去一寸許，若驚恐厭魅，起視之吉。」

### 《北斗九皇隱諱經》
「兆若訴彼之非，明此之是，遏他之惡，申己之善，自責而不怨人，通理而各祈祐，除罪延福，告請天之太尉第一玉皇君。兆若陰陽學官，干祿求位，告請天之上宰第二玉皇君。兆若學道期仙，通神達聖，造請天之司空第三玉皇君。兆若制服鬼神惡逆，誅伐幽顯凶邪，告請天之游擊第四玉皇君。兆若立功建德，益筭延年，告請天之斗君第五玉皇君。兆若屈滯疾厄，乞申希免，告請天之太常第六玉皇君。兆若天地否激，炁候不調，告請天之上帝第七玉皇君。兆若禳卻衆災，飛上履下，告請天之尊玉帝第八玉皇君。兆若變化無方，應救一切，告請天之太帝第九玉皇君。」

### 《玉清無上靈寶自然北斗本生真經》
「在昔龍漢，有一國王，其名周御，聖德無邊，時人稟受八萬四千大劫，王有玉妃，明哲慈慧，號曰紫光夫人，誓塵劫中，已發至願，願生聖子，輔佐乾坤，以裨造化。後三千劫，於此王出世，因上春日，百花榮茂之時，遊戲後苑，至金蓮花溫玉池邊，脫服澡盥，忽有所感，蓮花九包，應時開發，化生九子，其二長子，是為天皇大帝，紫微大帝，其七幼子，是為貪狼、巨門、祿存、文曲、廉貞、武曲、破軍之星，或善或惡，化導群情，於玉池中，經於七日七夜，結為光明，飛居中極，去地九千萬里，化為九大寶宮，二長帝君居紫微垣太虛宮中，勾陳之位，掌握符圖，紀綱元化，為眾星之主領也。」

### 《斗姆元尊九皇真經》
「敬七元者，能使人卻死延生；敬九皇者，更令人成仙作佛。若有善男女，先禮七元高真，復禮九皇大聖，其居家住宅，必有甘露下降，醴泉發生，掬而飲之，返老還童，金光罩體。再於九皇位前，一周供養，九載行持，功成行滿，跨鶴升空。禮斗善報，有如是者。」

### 《上清河圖內玄經卷．上》
「右九皇君、九夫人內姓隱諱，知之延壽七千年。常夕夕觀之，想見皇君、夫人形相威光，憶其姓諱，諦存心，得見第八、第九二星，延壽無窮。九皇、九夫人，是九氣之魂精，九天之魄靈，九星之妙象，九化之威神。男女學道，佩帶醮之，出入行來，坐臥思真，憂喜疾厄，救疾扶衰，修身濟物，恆存識之，災消禍散，厚福通神。有急之日，竹素依法朱筆書符，向北再拜，井花水服之。起一周九更始，一兩三憂除疾愈，便可止息。無他咒言，唯存九諱。勤立善功，九年不懈，必獲神通。」

### 《太上飛行九晨玉經》
經文言飛行九晨之道。「九晨」即北斗七星及輔、弼二星，合稱九斗或九星。其上有九晨華君，中有有九皇夫人，皆為九斗之威神。修煉飛行九晨之道，須先沭浴齋淨，於中庭布星圖。隨斗建，然後分別存思九皇夫人及九晨華君之姓名隱諱及服飾形容，並按圖躡星步斗。據稱修行此法，可致「身空步虛，飛昇自然」，終成上仙。

## 相關儀式
九皇齋為祭祀九皇大帝的儀式。每年農曆九月初一至九月初九，是北斗九皇大帝降世凡間之時，九月初九亦為北斗眾星之母—斗姥元君聖誕，這段期間是道教徒一年一度朝禮「九皇」的盛事，在此九日，若能佈施三寶、持戒、茹素持齋、禮斗、朝禮北斗眾星、持咒、焚香誦經、坐忘修定等，北斗九皇大帝當之庇祐，並獲得元辰光彩、消災解厄、卻病延壽之庇蔭，子女也可為父母祈求平安、健康。
九皇信仰源自於北斗信仰，是中國人傳統中最古老的星辰崇拜。古時的道教信仰中，便有九月初一至初九禮拜北斗及「九皇素」的信仰活動。最早崇祀的北斗記載，可見於《史記‧封禪書》云：「秦始皇廿六年，立南斗北斗祠於雍」。姚安風俗載：「六月朔日至六日禮南斗祈福；九月朔日至九日禮北斗祈福」。九月禮斗的慶祝行為，更與當時四川省的「九皇素」齋期相同，可見自秦至唐，尤其是秦、蜀，禮斗九皇信仰極為盛行。
九皇盛會的流行不僅限於中國地區，同時也流傳到海外其他華人信仰地區。近代中國，九皇齋節於民間式微，僅剩少數道觀保留此齋節慶祝。臺灣近年亦有一些道教道場，欲復興此九皇齋期的傳統。
福建閩南的華人將九皇齋傳至東南亞後，現已發展為截然不同的民間信仰文化，於泰國、馬來西亞等地已成為年度嘉年華會盛事。在南洋華人聚居地流行九皇齋節，相關活動包含齋戒、穿著白色素服、祭神祈福、神明遊街、過火過平安橋等。如泰國普吉島會有盛大祭典，高達一兩千名乩童神靈附身，而後神打，以銅針、銅棒貫穿臉頰展示神威，甚至連泰族人士起乩時亦能說閩南語，類似臺灣民間信仰的王爺神。也有地區流行「送九皇船」的儀式，透過建造寶船並送其出海或火化，以祈求九皇大帝押離瘟神、厲鬼，如同臺灣民間信仰的王船祭。

## 祭祀廟宇

### 臺灣
- 台北市中正區南天聯合府慈善堂
- 台北市南港區南天聯合府慈善總堂
- 台北市中山區九府先師普惠堂
- 新北市三重區南天聯合府九皇宮
- 新北市三重區慈生堂
- 新北市中和區威明堂
- 台中市神岡區南天聯合府斗恩慈興堂
- 台中市神岡區豐原九皇宮
- 台中市豐原區南天联合府聖皇宮
- 南投縣草屯鎮鳳凰山慈聖宮
- 高雄市鳳山區九皇大帝庙

### 泰國

#### 普吉府
- 內杼斗母宮
- 網寮斗母宮
- 水碓斗母宮
- 魯浪斗母宮
- 三廣斗母宮
- 程呂斗母宮
- 鎮霞斗母宮
- 巴沙斗母宮

#### 攀牙府
- 舊街福龍宮
- 參佛斗母宮
- 龍山宮

#### 春武里府
- 永福壇
- 保福壇

#### 曼谷
- 順興宮
- 新興壇
- 萬福壽金壇

#### 宋卡府
- 合艾斗母宮

### 马来西亚
馬來西亞九皇大帝信仰從當時檳榔嶼開始，當時瘟疫流行人們從泰國普吉島請香火供奉九皇大帝，結果感染瘟疫的人越來越少，因此馬來西亞九皇大帝信仰才逐漸旺盛。到後來人們以北海斗母宮為起步建立了「馬來西亞斗母宮九皇大帝總會」（該會官網）。

#### 九皇大帝金璽
為團結全國斗母宮，以成立九皇大帝金斗的方式，傳承九皇大帝信仰與香火。從1998年開始金璽以轉移的方式進行一年一屆，會員將有機會成為當年的掌璽聖宮。

##### 年度掌璽聖宫
官網：輪值掌璽聖宮1998年至2045年名表
| 名次 | 掌璽年份 | 掌璽聖宮（中文名）           | 掌璽聖宮（譯名）                                          | 州屬（地點）     |
| ---- | -------- | ---------------------------- | --------------------------------------------------------- | ---------------- |
| 1    | 1998     | 北海新笆觀音亭斗母宮         | Rumah Berhala Guan Yin Ting Dou Mu Gong, Butterworth      | 檳城北海         |
| 2    | 1999     | 安邦南天宮九皇大帝           | Lam Thian Kiong Kau Ong Yah Temple, Ampang                | 雪蘭莪安邦       |
| 3    | 2000     | 太平古武廟九皇大帝           | Kor Bow Beow Temple, Taiping                              | 霹靂太平市       |
| 4    | 2001     | 沙巴亞庇南天宮九皇大帝       | Nam Tien Kong Temple, K. K.                               | 沙巴亞庇         |
| 5    | 2002     | 北海斗母宮                   | Tow Boo Kong Temple, Butterworth                          | 檳城北海         |
| 6    | 2003     | 古晋芦山庙大霸王公           | Lo San Miaw Temple, Kuching                               | 砂拉越古晉       |
| 7    | 2004     | 蔴坡五馬路斗母宮             | Tao Boo Keng Temple, Muar                                 | 柔佛麻坡         |
| 8    | 2005     | 大山腳斗母宮                 | Kew Ong Yeah Temple, B. M.                                | 檳城大山脚       |
| 9    | 2006     | 双溪大年甘边园斗母宫九皇大帝 | Dou Mu Gong Temple, Sg. Petani                            | 吉打雙溪大年     |
| 10   | 2007     | 峨崙斗母宮                   | Gurun Dou Mu Gong, Gurun                                  | 吉打莪仑         |
| 11   | 2008     | 槟城日落洞斗母宮             | Kew Ong Tai Tay Temple, Jelutong                          | 檳城日落洞       |
| 12   | 2009     | 金馬侖萬壽宮                 | Mun Sow Koong Kow Wong Yea Temple, Cameron, Pahang        | 彭亨丹那拉達     |
| 13   | 2010     | 诗巫凤凰山二霸王公庙         | Fong Hwang San Ur Par Wang Kong Temple, Sibu              | 砂拉越詩巫       |
| 14   | 2011     | 北海斗母宮                   | Tow Boo Kong Temple, Butterworth                          | 檳城北海         |
| 15   | 2012     | 纳闽鳳凰山八仙廟九皇大帝     | Persatuan Penganut Hong Fong Sang Ba Xian Miao, Labuan    | 納閩聯邦直轄區   |
| 16   | 2013     | 安順武當山玄武宫             | Pertubuhan Penganut Bu Tong Sun Hean Bu Keong, Tlk. Intan | 霹靂安順         |
| 17   | 2014     | 柔佛峇株巴辖龙引母宫         | Dou Mu Gong Temple, Bt. Pahat                             | 柔佛峇株巴辖龙引 |
| 18   | 2015     | 威北甲抛峇底斗母宫           | Tau Bo Keong, Kpl. Batas S.P.U                            | 檳城甲抛峇底     |
| 19   | 2016     | 居林吉南斗母宫               | Tokong Kew Ong Yeah, Kulim                                | 吉打居林         |
| 20   | 2017     | 双溪大年斗母宫               | Tow Boo Keong Temple, S.P.                                | 吉打雙溪大年     |
| 21   | 2018     | 大山脚斗母宫                 | Kew Ong Yeah Temple, B.M.                                 | 檳城大山脚       |
| 22   | 2019     | 吉兰丹斗母宫九皇大帝         | Tow Boo Keong Kiu Ong Tai Tay Kelantan, Kota Bharu        | 吉兰丹哥打巴魯   |
| 23   | 2020     | 沙巴亞庇南天宮九皇大帝       | Nam Tien Kong Temple, K. K.                               | 沙巴亞庇         |
| 24   | 2021     | 吉打州斗母宫九皇大帝         | Tow Bo Keong Temple, Alor Setar                           | 吉打亞羅士打     |
| 25   | 2022     | 江沙斗母宫                   | Persatuan Penganut Dewa Dou Mu Gong, K. Kangsar           | 霹靂江沙         |
| 26   | 2023     | 新文英玄灵宫九皇大帝         | —                                                         | 吉打雙溪大年     |
| 27   | 2024     | 美里海龙寺斗姆宫             | Sam Shak Lung Kung Temple, Miri                           | 砂拉越美里       |
| 28   | 2025     | 纳闽凤凰山八仙庙九皇大帝     | Persatuan Penganut Hong Fong Sang Ba Xian Miao, Labuan    | 納閩聯邦直轄區   |
| 29   | 2026     | 北海斗母宮                   | Tow Bo Kong Temple, Butterworth                           | 檳城北海         |
| 30   | 2027     | 双溪大年斗母宫               | Tow Boo Keong Temple, S.P.                                | 吉打雙溪大年     |
| 31   | 2028     | 诗巫凤凰山二霸王公庙         | Fong Hwang San Ur Par Wang Kong Temple                    | 砂拉越詩巫       |
| 32   | 2029     | 北海新笆觀音亭斗母宮         | Rumah Berhala Guan Yin Ting Dou Mu Gong, Butterworth      | 檳城北海         |
| 33   | 2030     | 雙溪賴立信花园斗母宫九皇大帝 | —                                                         | 檳城檳島雙溪賴   |
| 34   | 2031     | 爱大华拉也依淡新村金宝宫     | Chin Pao Kung Temple, Ayer Tawar                          | 霹靂愛大華       |
| 35   | 2032     | 瓜拉庇唠西天宫九皇大帝       | Si Thian Kong Temple, K. Pilah                            | 森美蘭瓜拉庇勞   |
| 36   | 2033     | 威北甲抛峇底斗母宫           | Tau Bo Keong, Kpl. Batas S.P.U.                           | 檳城甲抛峇底     |
| 37   | 2034     | 槟城威中斗母宫               | Toumu Kung Temple, Bkt. Mertajam (S.P.T.)                 | 檳城大山脚       |
| 38   | 2035     | 愛大華斗母宫                 | To Mo Koon Temple, Ayer Tawar                             | 霹靂愛大華       |
| 39   | 2036     | 蔴坡五馬路斗母宮             | Tao Bo Keng Temple, Muar                                  | 柔佛麻坡         |
| 40   | 2037     | 威北甲抛峇底斗母宫           | Tau Bo Keong, Kpl. Batas S.P.U.                           | 檳城甲抛峇底     |
| 41   | 2038     | 马六甲北添宫                 | Pak Tiam Keong Temple                                     | 马六甲馬六甲市   |
| 42   | 2039     | 大山脚斗母宫                 | Kew Ong Yeah Temple, B.M.                                 | 檳城大山脚       |
| 43   | 2040     | 威省振福堂三王府斗母宫       | Zhen Fu Tang San Wang Fu Dou Mu Gong Temple, B.M.         | 檳城大山脚       |
| 44   | 2041     | 霹雳曼绒縣普仙书院九皇爷大帝 | Persatuan Penganut Dewa Puu Shian TSYR, Sitiawan          | 霹靂實兆遠       |
| 45   | 2042     | 吉兰丹灵应殿九皇大帝         | Kelantan Leng Eng Tian Temple, Kota Bharu                 | 吉兰丹哥打巴魯   |
| 46   | 2043     | 柔佛峇株巴辖龙引母宫         | Dou Mu Gong Temple, Bt. Pahat                             | 柔佛峇株巴辖龙引 |
| 47   | 2044     | 居林吉南斗母宫               | Tokong Kew Ong Yeah, Kulim                                | 吉打居林         |
| 48   | 2045     | 北海斗母宮                   | Tow Bo Kong Temple, Butterworth                           | 檳城北海         |
| 49   | 2046     | 关丹斗母宫                   | Tow Moo Keong Temple, Kuantan                             | 彭亨关丹         |
| 50   | 2047     | 吉隆坡增江南区北天宫         | Nine Emperors Temple, Jinjang                             | 吉隆坡增江       |
| 51   | 2048     | 雙溪大年聚理斗母宮           | Persatuan Penganut Chip Lee Tau Bo Keong, S.P.            | 吉打雙溪大年     |
| 52   | 2049     | 双溪大年斗母宫               | Tow Boo Keong Temple, S.P.                                | 吉打雙溪大年     |
| 53   | 2050     | 金馬侖萬壽宮                 | Mun Sow Koong Kow Wong Yea Temple, Cameron, Pahang        | 彭亨丹那拉達     |
| 54   | 2051     | 诗巫凤凰山二霸王公庙         | Fong Hwang San Ur Par Wang Kong Temple, Sibu              | 砂拉越詩巫       |
| 55   | 2052     | 槟城发林高峰园斗母宫         | —                                                         | 檳城愛依淡發林   |

#### 马来西亚最老的九皇大帝庙
| 名次 | 名字         | 地点     | 年份   |
| ---- | ------------ | -------- | ------ |
| 1    | 香港巷斗母宫 | 槟城     | 1842年 |
| 2    | 古武庙       | 霹雳太平 | 1850年 |

#### 玻璃士
- 加央斗母宫
- 港口龙海山斗母宫

#### 吉打
- 雙溪大年斗母宮
- 雙溪大年新文英玄靈宮九皇大帝
- 雙溪大年齐灵坛斗母宮
- 雙溪大年甘邊斗母宮
- 雙溪大年新老宮斗母宮
- 雙溪大年聚理斗母宮
- 雙溪大年亞逸美里斗母宮
- 雙溪大年甘邊園斗母宮
- 雙溪大年普門殿斗母宮
- 雙溪大年將軍殿斗母宮
- 雙溪大年麗雅花園元帥宮九王大帝
- 雙溪大年二条石斗母宫
- 雙溪大年碼头斗母宫
- 浮羅交怡斗母宮
- 吉玻雙弄清龍宮（吉玻雙弄斗母宮）
- 峨占必叻天公壇斗母宮
- 亚罗士打母宫
- 吉打居林廣福宮
- 吉打居林吉南斗母宮
- 吉打母宮
- 吉打居林靈鹫山財帛星君廟
- 吉打峨崙斗母宮
- 吉打魯乃斗母宮
- 吉打默貢斗母宮
- 吉打南北宝殿斗母宮
- 高拉吉地靈寶宮斗母宫
- 高拉吉底斗母宫
- 吉打班茶真君宮九皇大帝

#### 槟城
- 槟城千二层九皇大帝（道教）
- 槟城大山脚斗母宫
- 檳城北海新芭观音亭斗母宮
- 檳城北海斗母宮
- 北海新路斗母宫
- 北海新路慈忠善壇
- 檳城香港巷斗母宮（179年歷史）
- 槟城打鎗埔斗母宫
- 檳城达士馆济宝宫
- 檳城威中斗母宮
- 檳城威南斗母宮
- 檳城威省振福堂三王府斗母宮
- 檳城车水路觀音寺斗母宫
- 檳城豐盛園斗姥宮
- 檳城威北甲拋峇底斗母宮
- 檳城頭條路斗母宮
- 檳城二条路斗母宫
- 檳城千二層清觀寺
- 檳城大圓佛堂
- 檳城日落洞斗母宮
- 檳城善才堂
- 檳城柬忠宮
- 檳城浮羅山背福靈壇
- 檳城玉封鎮海宮鶴龍寺
- 檳城丹絨武雅紫玉宮斗母宮
- 檳城福靈壇斗母宮
- 姓周橋尾感天宮斗母宮
- 發林高峰園斗母宮
- 升旗山斗母宮
- 甲拋峇底斗母宮
- 雙溪里武南天門九皇大帝
- 北賴鳳凰花園斗母宮
- 北赖才能园东凌宫斗母宫
- 亚依淡太上庙
- 槟城双溪赖立信花园斗母宫
- 槟城双溪赖慈英观斗母宫
- 大山脚山脚镇麒麟坛梵天宫
- 大山脚百利镇斗母宫

#### 霹靂
- 太平古武庙（171年历史）
- 霹雳怡保斗母宫（121年历史）
- 吡叻仕林河开基亭 （拥有97历史）
- 太平跑马埔斗母宫
- 太平青屋區慈济壇斗姥宮
- 太平德較中壇元帥斗母宮九皇大帝
- 太平愛姍花園將軍壇陳將軍九皇大帝壇
- 峇眼班足双礼佛星云庙斗姥宫
- 霹靂愛大華斗母宮
- 霹靂愛大華廣濟宮
- 霹靂愛大華新村九皇爺廟
- 霹靂愛大華拉也依淡新村金寶宮
- 霹靂愛大華拉也依淡新村順天宮
- 怡保兵如港東天宮
- 怡保文冬靈應殿
- 怡保文冬五皇宮
- 怡保文冬圆明宮
- 怡保女娲宫
- 怡保大悲心
- 怡保吉灵当星皇殿天將軍營
- 華都牙也三皇宮
- 愛大華斗母宮
- 安順斗母宮
- 安顺武当山玄武宫
- 安顺司马登圣峰宫九皇大帝
- 安順上天府保靈宫
- 霹雳宋溪斗母宫
- 霹靂江沙斗母宮
- 霹靂實兆遠格尼市九皇爺宮普仙書院
- 瓜拉古楼莲花庵
- 瓜拉古楼興義殿三王府九皇大帝
- 金宝埃斯顿新村三山仙师九皇爷庙
- 金寶鸿栈园茅山仙师庙

#### 雪蘭莪吉隆坡
- 雪兰莪加影锡米山丰天宫
- 雪兰莪加影龙天宫
- 雪兰莪安邦南天宫（159年历史）
- 雪兰莪适耕庄南天宫九皇大帝庙
- 雪兰莪巴生直落玻璃凤山寺
- 雪兰莪吧生港口东方花园玉封濟正壇斗母宮
- 雪兰莪吧生東聖殿斗撫宮九皇大二帝
- 雪兰莪八打灵在也十七区斗母宫
- 雪兰莪双溪威靈應殿九皇大帝
- 雪兰莪萬撓靈仙宫九皇大帝冥心殿大二三伯爷
- 吉隆坡蕉赖双溪哥拉容义观音庙
- 吉隆坡增江北天宫九皇大帝庙
- 吉隆坡士拉央住家庙斗母宫九皇大帝

#### 彭亨
- 立卑斗母宫
- 关丹斗母宮
- 金马仑万寿宫
- 劳勿武吉公满法华山观音堂

#### 吉兰丹
- 吉兰丹斗母宫
- 吉兰丹灵音宫母殿北斗九皇大帝
- 吉兰丹灵应殿九皇大帝
- 吉蘭丹巴西北干华光庙九皇大帝

#### 森美蘭
- 森美蘭瓜拉庇勞西天宮

#### 馬六甲
- 马六甲北添宫九皇大帝圣庙
- 马六甲齐天府
- 马六甲九皇宫

#### 柔佛
- 柔佛新山三善宫九皇大帝庙
- 麻坡文打烟斗天宫
- 麻坡斗母宮
- 麻坡五马路斗母宫（115年历史）
- 麻坡天门壇北斗宫
- 麻坡元帅坛斗母宫
- 麻坡江龙寺
- 昔加挽大悲水
- 龍引母宮
- 峇株巴辖斗母宮
- 笨珍威南宮

#### 登嘉楼
- 登嘉楼斗母宫九皇大帝

#### 砂捞越
- 古晋众善堂
- 古晋芦山庙大霸王公
- 诗巫凤凰山二霸王公庙
- 美里海龙寺斗母宫九皇大帝

#### 纳闽
- 納閩鳳凰山八仙廟九皇大帝

#### 沙巴
- 沙巴亚庇南天宫
- 沙巴亚庇协天宫

### 新加坡
- 龍南殿
- 大成巷葱茅园凤山宫
- 蔡厝港斗母宫
- 汫水港斗母宫
- 后港斗母宫
- 金山寺斗山宫
- 葱茅园九皇宫
- 龍山岩斗母宫
- 玉海棠观音堂
- 龍南寺
- 神仙宫
- 准提堂
- 南山海廟
- 南北斗母宫
- 玉封九皇殿
- 玄武山翰林院
- 阿南公
- 凌莲宝殿斗母宫
- 九斗宫

### 印度尼西亞
- 雲武山斗母宫
- 斗母宫龍山寺